# Salvador Masana i Mercadé

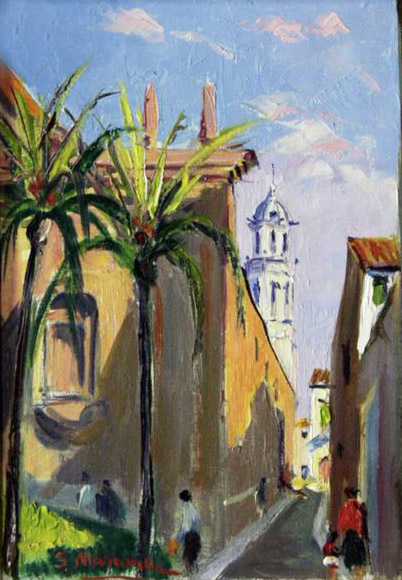
Salvador Masana - Vilanova i la Geltrú

Salvador Masana i Mercadé (Vilanova i la Geltrú, 1924 - 4 de desembre de 2009) fou un pintor català.

## Biografia
Es considera el deixeble més directe de Joaquim Mir i Trinxet. Des de ben petit seguí els pasos del seu mestre intentant dibuixar i pintar el mateix que Mir. Aquesta va ser la veritable formació que tingué Salvador Masana. En morir Joaquim, Salvador seguí la seva trajectòria artística amb el que havia après durant aquests últims anys.
Un any abans de morir Joaquim Mir, Salvador mostrà per primera vegada unes pintures en una exposició del Castell de la Geltrú l'any 1939. El 1940 presentà la primera exposició individual a les Galeries Pallarés de Barcelona. Aquesta exposició donà bons fruits en la premsa i en la crítica i això el motivà a seguir treballant en la pintura. El 1942 obrí el seu propi taller a les Golfes del Castell de la Geltrú i també impartí classes a l'Escola Industrial de Vilanova. Alguns dels seus primers pintors alumnes foren Carles Albet Olivella, Josep Canyelles, Isidre Pons Huguet i Jaume Brichfeus.
Entre el 1940 i 1960 presentà exposicions a Barcelona i Vilanova, així com participà en exposicions col·lectives i en concursos i rebé alguns encàrrecs com la decoració del baptisteri de Santa Maria de la Geltrú (1954). El 1959 viatjà a París i a partir d'aquí començà a utilitzar l'espàtula per pintar. L'any 1964 entrà com a professor de dibuix als col·legis Samà, de l'Escola Pia, i Sant Bonaventura. Des d'aquest mateix any Masana s'inicià en la tècnica de la xilografia i això farà que tingui un gran repertori de gravats.
Masana ha aconseguit formar una selecta col·lecció d'obres seves i d'altres artistes a la qual li ha donat el nom de Pinacoteca Masana. Ha participat en nombroses manifestacions culturals i artístiques de Vilanova. Ha contrubuït a la formació d'artistes. Ha format part de la Junta del Foment Vilanoví i de la Junta de Patronat de la Biblioteca Museu Víctor Balaguer. Iniciador també de diverses iniciatives culturals com el Cercle Artístic (1969), l'escola d'art i l'escola de música. Així com exposicions individuals i col·lectives principalment a Vilanova i la Geltrú.

## Obra
A l'obra de Salvador Masana es pot observar la seva atenció constant a la llum i al color. La majoria de les seves obres són de temàtica paisatgística, trobem tant paisatges naturals com paisatges quotidians plasmats a la tela en forma de taques i color. Seguint la tradició dels grans mestres de l'impressionisme, captant l'impacte de la llum sobre el paisatge, Masana pinta barrejant els olis en la seva paleta i fent pinzellades a base de cops a la tela.
A l'exposició que farà l'any 1958 a les Galeries Syra - al Passeig de Gràcia de Barcelona - Masana presentà una obra nova en la que utilitza l'espàtula per adherir la pintura a la tela. El cop d'espàtula genera formes geomètriques de gran gruix de pasta d'oli de color que creen diferents textures. Aquesta manera de treballar marcarà de manera clara el seu estil.
Hi ha obra de Salvador Masana al Museo de Bellas Artes de Granada, a la Pinacoteca Masana, a la Biblioteca Museu Víctor Balaguer i al Museu de les Cultures del Vi de Catalunya, entre d'altres.